# San Carlos de Imalaguán
San Carlos es un barrio urbano que forma parte del municipio filipino de cuarta categoría de Cuyo perteneciente a la provincia  de Paragua en Mimaro,  Región IV-B.

## Geografía
Situado en el extremo meridional de la isla de Gran Cuyo situada  en el mar de Joló en las  Islas de Cuyos, archipiélago formado por  cerca de 45 islas situadas al noreste de la isla  de Paragua, al sur de Mindoro y Panay.
Su término linda al nordeste con el barrio de Paaua (Pawa) y al noroeste  con el de  Balaguén en el municipio vecino de Magsaysay.
Forma parte de este barrio el islote de Imalaguán situado 5 km al sur.

## Demografía
El barrio  de San Carlos contaba  en mayo de 2010 con una población de 1.520  habitantes.